# گردنه نیزآتش
گردنه نیزآتش (به لاتین: Nezatash Pass) یک گردنه در چین است که در مرز تاجیکستان–چین واقع شده‌است. گردنه نیزآتش ۴٬۴۷۶ متر بالاتر از سطح دریا واقع شده‌است.